# Ty pójdziesz górą
Ty pójdziesz górą – polska pieśń szlachecka, której treść została wykorzystana między innymi w powieściach Nad Niemnem i Australczyk Elizy Orzeszkowej. Powstała prawdopodobnie na terenie Galicji w XVIII wieku.
W 1987 roku powstał fabularny film biograficzny Ty pójdziesz górą... z Hanną Marią Gizą w roli Elizy Orzeszkowej.